# 石井優香
石井 優香（いしい ゆうか、1987年11月5日 - ）は、日本のフリーアナウンサー。元NHK水戸放送局契約キャスター。

## 人物
東京都出身。大学時代、テレビ朝日アスクに通い、2010年7月から半年間TOKYO MXの『U・LA・LA@7』の水曜担当学生アナウンサーとして活動した。卒業後の2011年4月、NHK水戸放送局に契約キャスターとして入局。ニュースワイド茨城のサブキャスターを担当した。2014年3月、NHK水戸放送局を退局。
身長165センチ。趣味はピアノ、料理、バドミントン、バッティングセンター通い。
2014年3月、岩野吉樹と結婚した。
2020年2月 第一子を出産したことを報告。

## 過去の出演番組
学生時代
- U・LA・LA@7 学生キャスター（水曜担当、TOKYO MX）

NHK水戸放送局時代
- ニュースワイド茨城 サブキャスター
- ひるまえ ほっと
- NHKニュースおはよう日本 FMニュース
- 今夜も生でさだまさし〜ナイストゥ水戸ユー!〜（2013年8月25日、全国放送）キャスターゲストとして出演